# Politiezone Deinze-Zulte-Lievegem
De Politiezone Deinze-Zulte-Lievegem (zonenummer 5911) is een Belgische Politiezone gelegen in de provincie Oost-Vlaanderen, die bestaat uit de gemeentes Deinze, Zulte en Lievegem. De zone ligt in het gerechtelijk arrondissement Oost-Vlaanderen.
De politiezone is een fusie, doorgegaan op 1 januari 2019, van de politiezones Deinze-Zulte (5420) en LoWaZoNe (5422) onder leiding van korpschef Benny Van Wabeke.